# SALL4
A proteína 4 do tipo sal (SALL4) é um fator de transcrição codificado por um membro da família de genes do tipo Spalt (SALL), SALL4. Os genes SALL foram identificados com base em sua homologia de sequência com Spalt, um gene homeótico originalmente clonado em Drosophila melanogaster que é importante para a formação da estrutura do tronco terminal na embriogênese e no desenvolvimento do disco imaginal nos estágios larvais. Também é conhecido como um fator chave das células-tronco embrionárias (ESC).

## Significado clínico
Os vários modelos de camundongo SALL4-null imitam mutações humanas no gene SALL4, que demonstraram causar problemas de desenvolvimento em pacientes com síndrome de Okihiro/Duano-Radial. Esses indivíduos freqüentemente apresentam histórico familiar de malformação das mãos e distúrbios do movimento ocular.
A plataforma de triagem de medicamentos direcionada a genes de câncer é explorada em bibliotecas de moléculas sintéticas e compostos naturais para detectar possíveis candidatos a medicamentos contra o SALL4, um gene de câncer ligado ao carcinoma hepatocelular (CHC). Esses candidatos a medicamentos podem atender à necessidade médica não atendida de tratamentos mais eficazes do CHC.